# Пчеловодческая стамеска
Пчеловодческая стамеска — многофункциональный инструмент, при помощи которого пчеловоды выполняют массу манипуляций: ею разделяют друг от друга корпуса и дно ульев, используют при работе с рамками, передвигая или вынимая их из корпуса, зачищают воск с различных частей улья.

## Основные характеристики
Размеры стальной стамески, в основном они изготавливаются из этого материала, толщиной 4 мм, — 200 мм в длину, 35-45 мм в рабочей части, 25 мм в ручке. Для удобства и функциональности одна сторона инструмента изогнута в виде скребка в 20-25 мм. Эта сторона затачивается только с внешней стороны, а противоположная плоская с обеих сторон. Очень важно всегда следить за тем, чтобы стамеска была хорошо заточена — это единственная возможность работать без усилий и вреда для улья.
Существуют три основные разновидности стамесок пчеловода:
1. Стамеска пасечная классическая, выполненная в виде буквы «Г»;
2. Стамеска пасечная Американская, равного профиля, с крючком на одной стороне;
3. Комбинированная пасечная стамеска.[2]

Классическая стамеска самая многофункциональная. При помощи неё выполняются все вышеперечисленные действия с корпусом и рамками. Инструментом удобно очищать поверхности. Конфигурации классической стамески бывают самые различные: с ручкой и без ручки, из стали или металла, преимущественно чёрного.
Американская стамеска обеспечивает удобство работы с рамками: вытаскивать их и переставлять. А ещё нет надобности постоянно её откладывать — приспособление позволяет просто повесить его на корпус улья.
Комбинированный вариант позволяет иметь два в одном, но для предоставления инструменту универсальности пришлось частично пожертвовать удобством — крючок мешает работать скребком.
Основная характеристика пасечной стамески — яркий окрас или блеск поверхности инструмента. Это параметр, который гарантирует лёгкое обнаружение его на земле, на территории пасеки или забытым на каком-то из ульев.